# Vladimir Antošin
Vladimir Antošin (rusky Владимир Сергеевич Антошин; 14. května 1929, Moskva – 13. května 1994, tamtéž) byl sovětský šachový velmistr, teoretik a sovětský šampion v korespondenčím šachu. Povoláním byl konstrukční technik.
V roce 1963 získal titul mezinárodního mistra, rok později pak titul velmistra. V roce 1966 zvítězil na mezinárodním šachovém turnaji ve městě Zinnowitz, což byl nejspíše jeho nejlepší výsledek. Dvakrát se SSSR vyhrál týmovou studentskou šachovou olympiádu, a to v letech 1955 a 1956.
Několikrát se zúčastnil sovětského šampionatu. Jeho nejlepší výsledek bylo šesté místo v roce 1967.
V letech 1971–1981 byl trenérem mužského sovětského šachového týmu.
V holandské obraně je po něm pojmenována Hortova-Antošinova varianta, v Philidorově obraně se po něm jmenuje Antošinova variana.